# 铁飞燕
铁飞燕（1992年—）女，回族，云南昭通人，交通收费员，第十二届全国人民代表大会代表。

## 简历
铁飞燕是一名交通收费员。2010年5月4日，铁飞燕随父亲在四川绵阳旅游时，跳入河中救起4名落水的工人。她的事迹被报道之后，网友评论其为“最美90后女孩”、“英雄，中国的骄傲”、“90后的楷模”。2011年9月20日，铁飞燕获得第三届全国道德模范提名奖。
2013年2月中旬，铁飞燕得知自己当选为第十二届全国人民代表大会代表。